# Коронація в Болгарії

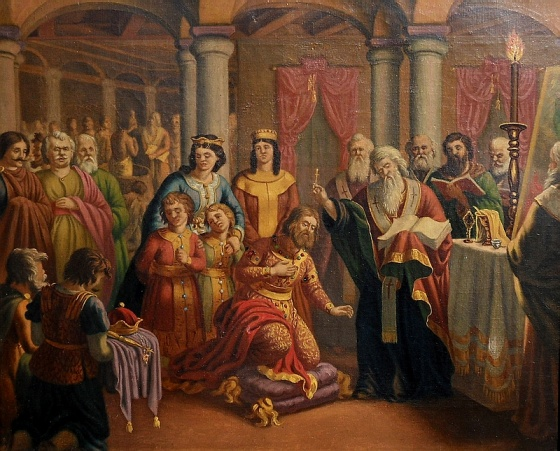
Хрещення князя Бориса І

Коронація в Болгарії — церемонія коронації, яка узаконювала та супроводжувала процедуру вступу на престол нового монарха в Болгарії. Коронацію здійснювали церковні першосвященники.
Протягом історії болгарські монархи використовували різні титули: хан, князь, цар, король.
При вступі на престол у Першій та Другій Болгарській імперії ця подія була відзначена урочистою церемонією коронації. Коронацію проводив голова Болгарської православної церкви. Під час Болгарського князівства та Третьої болгарської держави сходження на престол супроводжувалось присягою на конституції.

## Історія
Християнство стало державною релігією в Болгарії за правління князя Бориса I. Він прийняв християнство в 864 році. Його хрещеним батьком був імператор Східної Римської імперії Михайло III, на честь якого Борис прийняв ім'я Михайло як своє християнське ім'я. Його титул було змінено з поганського хан на християнський князь.
Князь Симеон I був першим болгарським правителем, якого було короновано за обрядом Східної Римської імперії. Він був коронований біля міста Константинополя патріархом Миколою І у 913 році. Він прийняв титул "царя болгар та римлян".

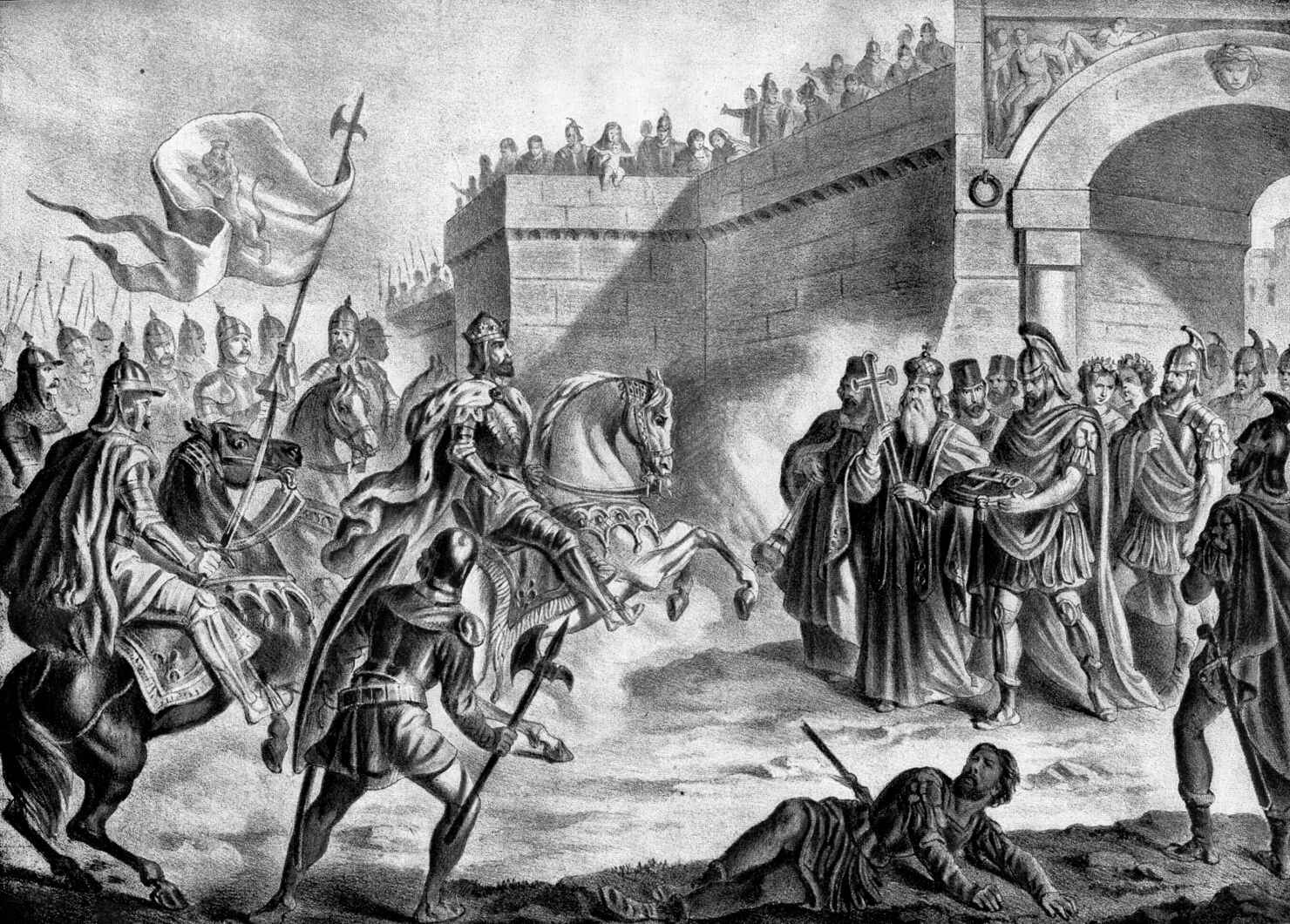
Коронація Сімеона І патріархом Миколою І

Невдовзі після цього відносини між Болгарією та Східною Римською імперією погіршились й почалась низка візантійсько-болгарських війн.
За часів Другої Болгарської імперії коронування монархів відбувалось у Тирново.
Князі Теодор і Асен 26 жовтня 1185 р. в церкві св. Дмитра Солунського в м. Тирново брати проголосили незалежність Болгарії. Теодора було короновано й він прийняв тронне ім'я Петро IV та титул "цар", а Асен став його співправителем.
Калоян був єдиним болгарським монархом, котрий був коронований у Католицькій традиції в місті Тирново 8 листопада 1204 р. Він був коронований кардиналом Лео Бранкалеоні, який здійснив церемонію від імені Папи Римського Інокентія III. Калояну було надано титул короля болгар та волохів.

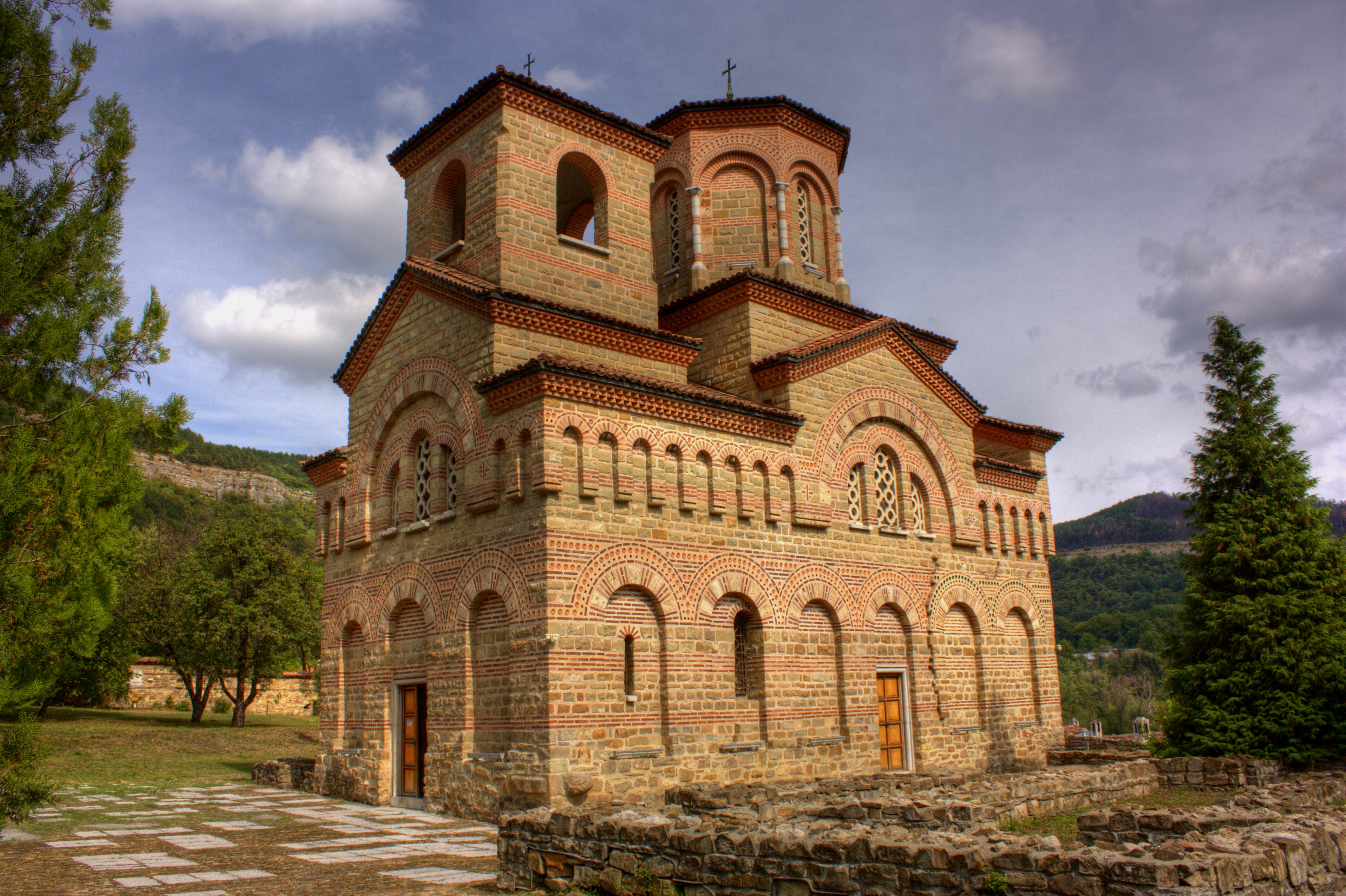
Церква Св. Дмитра в Тесалоніках

В XX ст. болгарські монархи Третьої болгарської держави не проходили церемонію коронації.
- Олександр Баттенберзький прийняв присягу перед Національними Зборами, скликаними в Тирново 26 червня 1879 року. Він став Олександром I і отримав титул князя Болгарії.
- Фердинанд Саксен-Кобурзький склав присягу перед Національними Зборами, скликаними у Тирново 2 серпня 1887 року. Він став Фердинандом І, який прийняв титул Болгарського князя.
  - Князь Фердинанд I проголосив незалежність Болгарії в церкві Святих Сорока мучеників у м. Тирново 22 вересня 1908 р. Як правитель суверенної держави його титул було змінено на цар болгар.
- Борис Тирновський 3 жовтня 1918 р. відбулася невеличка церемонія, присвячена початку його правління в Соборі Святої Софії в Софії. Він став Борисом III і прийняв титул царя болгар.
- Симеону Тирновському було 6 років, коли він вступив на престол і не брав участі в жодних церемоніях з нагоди. 28 серпня 1943 р. він став Симеоном II і прийняв титул царя болгар.